# Bit Viking
Bit Viking — перший у світі танкер з енергетичною установкою, яка може використовувати зріджений природний газ (ЗПГ).
Споруджений як звичайний хімічний танкер Тип-2 в 2007-му на верфі компанії Edwards Shipbuilding у Шанхаї (Китай) для шведської компанії Tarbit Shipping. Через чотири роки його головна енергетична установка, що складалась із двох двигунів Wärtsilä 46, пройшла модернізацію до рівня Wärtsilä 50DF (dual-fuel, двопаливні). Завдяки цьому він став першим в історії танкером з двигунами на зрідженому природному газі (не рахуючи самих ЗПГ танкерів), а також першим судном переобладнаним під таке паливо (до того вже було споруджено біля двох десятків новобудов, конструкція яких одразу передбачала використання ЗПГ). Використання нового палива дозволяє значно скоротити викиди шкідливих речовин (сполуки сірки, а також оксиди азоту та діоксид вуглецю).
Наразі Bit Viking використовується для перевезень уздовж норвезького узбережжя за довгостроковим контрактом з нафтогазовим гігантом Statoil.
Можливо також відзначити, що перший рейс після модернізації Bit Viking здійснив у листопаді 2011 року, а вже наступного місяця став до ладу перший танкер, спеціально спроектований під використання ЗПГ як палива — Argonon.